# Frédéric Danjou
Frédéric Danjou (28 de Setembro de 1974, Clamart) é um jogador de futebol da França que actualmente está aposentado.

## Carreira
- 1994-95 :  AJ Auxerre
- 1995-96 :  AJ Auxerre
- 1996-97 :  AJ Auxerre
- 1997-98 :  AJ Auxerre
- 1998-99 :  AJ Auxerre
- 1999-00 :  Real Oviedo
- 2000-01 :  Real Oviedo
- 2001-02 :  ES Troyes AC
- 2002-03 :  ES Troyes AC
- 2003-04 :  AC Ajaccio
- 2004-05 :  SM Caen
- 2005-06 :  AC Ajaccio
- 2006-07 :  US Créteil-Lusitanos